# I fly over Nordpolen
|  | Denne artikel er oprettet af botten Steenthbot ud fra en ekstern database. Den kan derfor have sproglige fejl eller mangler. Denne skabelon kan fjernes efter kontrol af indholdet. |

I fly over Nordpolen er en dansk dokumentarisk optagelse fra en flyvemaskine, der flyver over Grønland og Arktis. filmen er formentlig fra 1958.

## Handling
Farveoptagelser fra en flyvemaskine, der flyver hen over Nordpolen. Årstallet er anslået.